# 玉面
玉面，是中国文学常见的狐妖的名字。另外【玉面】是对人容貌称赞的敬词，通常用来称赞女子，属于以玉喻人。

## 狐狸缘全传
在《狐狸缘全传》中，玉面是多年修行的九尾狐,说他每修炼一千年长出一条尾巴。所以他修炼了9千年，因为贪慕人间风情,就幻化为美女胡小姐,夜至书房与周公子厮混,采阳补阴,以助修炼。久之,周公子学业荒废,染病在身。后来吕洞宾下界降妖,与玉面狐战成平手。

## 济公全传
在济公全传第一百五十三回，玉面狐上清宮訪道濟禪師

## 西游记
《西游记》中，牛魔王的“爱妾”玉面公主也是玉面狐，住积雷山摩云洞,父亲为万岁狐王。

## 参看
- 中国妖怪列表